# Saléon
Saléon település Franciaországban, Hautes-Alpes megyében. Lakosainak száma 81 fő (2022. január 1.). Saléon Laragne-Montéglin, Nossage-et-Bénévent, Garde-Colombe és Val-Buëch-Méouge községekkel határos.

## Népesség
A település népessége az elmúlt években az alábbi módon változott:
| Lakosok száma | 46   | 51   | 47   | 75   | 92   | 91   | 91   | 87   | 85   | 81   |
|               | 1968 | 1982 | 1990 | 2006 | 2013 | 2015 | 2017 | 2019 | 2020 | 2022 |